# Секст Помпей Магн
Секст Помпе́й Магн Пий (лат. Sextus Pompeius Magnus Pius; родился в 75/66 году до н. э., Рим, Римская республика — убит в 35 году до н. э., Милет, провинция Азия, Римская республика) — римский военачальник и политический деятель, младший сын Гнея Помпея «Великого». С 45 года до н. э. возглавлял помпеянцев в их борьбе против сторонников Гая Юлия Цезаря в Испании. Установил контроль над Бетикой и частью Ближней Испании, был провозглашён «Императором». После убийства Цезаря получил от сената командование флотом и права на отцовское наследство, но в 43 году до н. э., когда власть в Риме захватил второй триумвират, был объявлен вне закона и включён в проскрипционные списки. Тогда Помпей начал морскую войну, грабя побережье и задерживая транспорты с зерном, предназначавшимся для столицы Республики, предоставляя свою защиту проскрибированным и другим беглецам.
К 42 году до н. э. Секст установил контроль над Сицилией, Сардинией и Корсикой. Он правил этими островами как представитель высшей римской власти, назначая и смещая магистратов. Со всей Италии к Помпею бежали рабы, находившие у него хороший приём; в ближайшем окружении Секста были адмиралы-вольноотпущенники. Триумвиры попытались высадить в Сицилии армию, но были разгромлены. Когда Октавиан и Марк Антоний были на грани большой войны, Секст поддержал последнего (40 год до н. э.). Наконец, в 39 году до н. э. он добился заключения Мизенского договора, по которому восстанавливался в гражданских правах, получал статус проконсула, авгурат и (с отсрочкой) консульство, а также распространял свою власть ещё и на Пелопоннес. Уже годом позже началась новая война между Секстом и Октавианом. Помпеянцы одержали ряд побед на море благодаря силе своего флота, но в 36 году до н. э. потерпели поражение в решающей битве при Навлохе. Секст бежал на Восток и начал войну с Марком Антонием в Азии. Он снова был разбит, сдался и был казнён в Милете в 35 году до н. э.
У многих античных авторов, начиная с Октавиана Августа, Секст получил резко негативные оценки как недостойный сын великого отца, покровитель беглых рабов, пират и враг Рима. Начиная со II века н. э. в нём видят и положительные черты. Оценки личности и деятельности Помпея в историографии крайне разнообразны.

## Происхождение
Секст Помпей принадлежал к плебейскому роду Помпеев, представители которого упоминаются в источниках, начиная со II века до н. э. Номен Pompeius явно имеет то же происхождение, что и топоним Помпеи в Кампании, но о какой-либо связи Помпеев с городом, находившимся в окрестностях Везувия, ничего не известно.
Первым консулом из этого рода был Квинт Помпей (141 год до н. э.). С предками Секста Помпея Магна он находился, по-видимому, в дальнем родстве. Дед Секста Помпея Магна, Гней Помпей Страбон, владевший обширными землями в Пицене, стал консулом в 89 году до н. э. и отличился во время Союзнической войны. Сын Страбона, тоже Гней, с юных лет командовал армиями в ряде войн и был одним из самых выдающихся военачальников Римской республики; за победу над марианцами он получил (предположительно в 81 году до н. э.) почётное прозвание Магн (Великий), ставшее когноменом для его потомков.
Дети у Гнея Помпея Магна были только от третьего брака — с Муцией Терцией. По матери Секст (второй и последний из сыновей) приходился внуком Квинту Муцию Сцеволе Понтифику, умершему до рождения внуков, и племянником братьям Квинтам Цецилиям Метеллам — Целеру и Непоту. У Секста были сестра (жена Фавста Корнелия Суллы) и старший брат, Гней Помпей Магн. О разнице в возрасте между братьями есть разные мнения: по данным Аппиана, она могла составлять всего год, а по одной из гипотез антиковедов, могла доходить до 10 лет.
|                     |                     | Гней Помпей Великий             |                                 |                                 |                                 |                                 |                                 |                 |                 |                 |                 |                                                                                           |                                                                                           |                                                                                           |                                                                                           |                                                                                           |                                                                                           |                      |                      |                                        |                                        |                                        |                                        |                                        |                                        |                          |                          |                                                             |                                                             |                                                             |                                                             |                                                             |                                                             |                 |                 |                                          |                                          |                                          |                                          |                                          |                                          |        |        |                                                    |                                                    |                                                    |                                                    |                                                    |                                                    |  |  |  |  |  |  |  |  |  |  |  |  |  |  |  |  |  |  |  |  |  |  |  |  |  |  |  |  |  |  |  |  |  |  |
|                     |                     |                                 |                                 |                                 |                                 |                                 |                                 |                 |                 |                 |                 |                                                                                           |                                                                                           |                                                                                           |                                                                                           |                                                                                           |                                                                                           |                      |                      |                                        |                                        |                                        |                                        |                                        |                                        |                          |                          |                                                             |                                                             |                                                             |                                                             |                                                             |                                                             |                 |                 |                                          |                                          |                                          |                                          |                                          |                                          |        |        |                                                    |                                                    |                                                    |                                                    |                                                    |                                                    |  |  |  |  |  |  |  |  |  |  |  |  |  |  |  |  |  |  |  |  |  |  |  |  |  |  |  |  |  |  |  |  |  |  |
|                     |                     |                                 |                                 |                                 |                                 |                                 |                                 |                 |                 |                 |                 |                                                                                           |                                                                                           |                                                                                           |                                                                                           |                                                                                           |                                                                                           |                      |                      |                                        |                                        |                                        |                                        |                                        |                                        |                          |                          |                                                             |                                                             |                                                             |                                                             |                                                             |                                                             |                 |                 |                                          |                                          |                                          |                                          |                                          |                                          |        |        |                                                    |                                                    |                                                    |                                                    |                                                    |                                                    |  |  |  |  |  |  |  |  |  |  |  |  |  |  |  |  |  |  |  |  |  |  |  |  |  |  |  |  |  |  |  |  |  |  |
|                     |                     |                                 |                                 |                                 |                                 |                                 |                                 |                 |                 |                 |                 |                                                                                           |                                                                                           |                                                                                           |                                                                                           |                                                                                           |                                                                                           |                      |                      |                                        |                                        |                                        |                                        |                                        |                                        |                          |                          |                                                             |                                                             |                                                             |                                                             |                                                             |                                                             |                 |                 |                                          |                                          |                                          |                                          |                                          |                                          |        |        |                                                    |                                                    |                                                    |                                                    |                                                    |                                                    |  |  |  |  |  |  |  |  |  |  |  |  |  |  |  |  |  |  |  |  |  |  |  |  |  |  |  |  |  |  |  |  |  |  |
|                     |                     | Публий Антистий претор или эдил | Публий Антистий претор или эдил | Публий Антистий претор или эдил | Публий Антистий претор или эдил | Публий Антистий претор или эдил | Публий Антистий претор или эдил |                 |                 |                 |                 | Марк Эмилий Скавр консул 115 до н. э. Луций Корнелий Сулла (отчим) консул 88, 80 до н. э. | Марк Эмилий Скавр консул 115 до н. э. Луций Корнелий Сулла (отчим) консул 88, 80 до н. э. | Марк Эмилий Скавр консул 115 до н. э. Луций Корнелий Сулла (отчим) консул 88, 80 до н. э. | Марк Эмилий Скавр консул 115 до н. э. Луций Корнелий Сулла (отчим) консул 88, 80 до н. э. | Марк Эмилий Скавр консул 115 до н. э. Луций Корнелий Сулла (отчим) консул 88, 80 до н. э. | Марк Эмилий Скавр консул 115 до н. э. Луций Корнелий Сулла (отчим) консул 88, 80 до н. э. |                      |                      | Квинт Муций Сцевола консул 95 до н. э. | Квинт Муций Сцевола консул 95 до н. э. | Квинт Муций Сцевола консул 95 до н. э. | Квинт Муций Сцевола консул 95 до н. э. | Квинт Муций Сцевола консул 95 до н. э. | Квинт Муций Сцевола консул 95 до н. э. |                          |                          | Гай Юлий Цезарь консул 59, 48, 46, 45, 44 до н. э. триумвир | Гай Юлий Цезарь консул 59, 48, 46, 45, 44 до н. э. триумвир | Гай Юлий Цезарь консул 59, 48, 46, 45, 44 до н. э. триумвир | Гай Юлий Цезарь консул 59, 48, 46, 45, 44 до н. э. триумвир | Гай Юлий Цезарь консул 59, 48, 46, 45, 44 до н. э. триумвир | Гай Юлий Цезарь консул 59, 48, 46, 45, 44 до н. э. триумвир |                 |                 | Сципион Назика консул 52 до н. э.        | Сципион Назика консул 52 до н. э.        | Сципион Назика консул 52 до н. э.        | Сципион Назика консул 52 до н. э.        | Сципион Назика консул 52 до н. э.        | Сципион Назика консул 52 до н. э.        |        |        | Марк Лициний Красс консул 70, 55 до н. э. триумвир | Марк Лициний Красс консул 70, 55 до н. э. триумвир | Марк Лициний Красс консул 70, 55 до н. э. триумвир | Марк Лициний Красс консул 70, 55 до н. э. триумвир | Марк Лициний Красс консул 70, 55 до н. э. триумвир | Марк Лициний Красс консул 70, 55 до н. э. триумвир |  |  |  |  |  |  |  |  |  |  |  |  |  |  |  |  |  |  |  |  |  |  |  |  |  |  |  |  |  |  |  |  |  |  |
|                     |                     | Публий Антистий претор или эдил | Публий Антистий претор или эдил | Публий Антистий претор или эдил | Публий Антистий претор или эдил | Публий Антистий претор или эдил | Публий Антистий претор или эдил |                 |                 |                 |                 | Марк Эмилий Скавр консул 115 до н. э. Луций Корнелий Сулла (отчим) консул 88, 80 до н. э. | Марк Эмилий Скавр консул 115 до н. э. Луций Корнелий Сулла (отчим) консул 88, 80 до н. э. | Марк Эмилий Скавр консул 115 до н. э. Луций Корнелий Сулла (отчим) консул 88, 80 до н. э. | Марк Эмилий Скавр консул 115 до н. э. Луций Корнелий Сулла (отчим) консул 88, 80 до н. э. | Марк Эмилий Скавр консул 115 до н. э. Луций Корнелий Сулла (отчим) консул 88, 80 до н. э. | Марк Эмилий Скавр консул 115 до н. э. Луций Корнелий Сулла (отчим) консул 88, 80 до н. э. |                      |                      | Квинт Муций Сцевола консул 95 до н. э. | Квинт Муций Сцевола консул 95 до н. э. | Квинт Муций Сцевола консул 95 до н. э. | Квинт Муций Сцевола консул 95 до н. э. | Квинт Муций Сцевола консул 95 до н. э. | Квинт Муций Сцевола консул 95 до н. э. |                          |                          | Гай Юлий Цезарь консул 59, 48, 46, 45, 44 до н. э. триумвир | Гай Юлий Цезарь консул 59, 48, 46, 45, 44 до н. э. триумвир | Гай Юлий Цезарь консул 59, 48, 46, 45, 44 до н. э. триумвир | Гай Юлий Цезарь консул 59, 48, 46, 45, 44 до н. э. триумвир | Гай Юлий Цезарь консул 59, 48, 46, 45, 44 до н. э. триумвир | Гай Юлий Цезарь консул 59, 48, 46, 45, 44 до н. э. триумвир |                 |                 | Сципион Назика консул 52 до н. э.        | Сципион Назика консул 52 до н. э.        | Сципион Назика консул 52 до н. э.        | Сципион Назика консул 52 до н. э.        | Сципион Назика консул 52 до н. э.        | Сципион Назика консул 52 до н. э.        |        |        | Марк Лициний Красс консул 70, 55 до н. э. триумвир | Марк Лициний Красс консул 70, 55 до н. э. триумвир | Марк Лициний Красс консул 70, 55 до н. э. триумвир | Марк Лициний Красс консул 70, 55 до н. э. триумвир | Марк Лициний Красс консул 70, 55 до н. э. триумвир | Марк Лициний Красс консул 70, 55 до н. э. триумвир |  |  |  |  |  |  |  |  |  |  |  |  |  |  |  |  |  |  |  |  |  |  |  |  |  |  |  |  |  |  |  |  |  |  |
|                     |                     | 1) Антистия 86—82 до н. э.      | 1) Антистия 86—82 до н. э.      | 1) Антистия 86—82 до н. э.      | 1) Антистия 86—82 до н. э.      | 1) Антистия 86—82 до н. э.      | 1) Антистия 86—82 до н. э.      |                 |                 |                 |                 | 2) Эмилия Скавра 82 — ок. 81 до н. э.                                                     | 2) Эмилия Скавра 82 — ок. 81 до н. э.                                                     | 2) Эмилия Скавра 82 — ок. 81 до н. э.                                                     | 2) Эмилия Скавра 82 — ок. 81 до н. э.                                                     | 2) Эмилия Скавра 82 — ок. 81 до н. э.                                                     | 2) Эмилия Скавра 82 — ок. 81 до н. э.                                                     |                      |                      | 3) Муция Терция ок. 79 — 62 до н. э.   | 3) Муция Терция ок. 79 — 62 до н. э.   | 3) Муция Терция ок. 79 — 62 до н. э.   | 3) Муция Терция ок. 79 — 62 до н. э.   | 3) Муция Терция ок. 79 — 62 до н. э.   | 3) Муция Терция ок. 79 — 62 до н. э.   |                          |                          | 4) Юлия ок. 59 — 54 до н. э.                                | 4) Юлия ок. 59 — 54 до н. э.                                | 4) Юлия ок. 59 — 54 до н. э.                                | 4) Юлия ок. 59 — 54 до н. э.                                | 4) Юлия ок. 59 — 54 до н. э.                                | 4) Юлия ок. 59 — 54 до н. э.                                |                 |                 | 5) Корнелия Метелла ок. 52 — 48 до н. э. | 5) Корнелия Метелла ок. 52 — 48 до н. э. | 5) Корнелия Метелла ок. 52 — 48 до н. э. | 5) Корнелия Метелла ок. 52 — 48 до н. э. | 5) Корнелия Метелла ок. 52 — 48 до н. э. | 5) Корнелия Метелла ок. 52 — 48 до н. э. |        |        | 1) Публий Лициний Красс                            | 1) Публий Лициний Красс                            | 1) Публий Лициний Красс                            | 1) Публий Лициний Красс                            | 1) Публий Лициний Красс                            | 1) Публий Лициний Красс                            |  |  |  |  |  |  |  |  |  |  |  |  |  |  |  |  |  |  |  |  |  |  |  |  |  |  |  |  |  |  |  |  |  |  |
|                     |                     | 1) Антистия 86—82 до н. э.      | 1) Антистия 86—82 до н. э.      | 1) Антистия 86—82 до н. э.      | 1) Антистия 86—82 до н. э.      | 1) Антистия 86—82 до н. э.      | 1) Антистия 86—82 до н. э.      |                 |                 |                 |                 | 2) Эмилия Скавра 82 — ок. 81 до н. э.                                                     | 2) Эмилия Скавра 82 — ок. 81 до н. э.                                                     | 2) Эмилия Скавра 82 — ок. 81 до н. э.                                                     | 2) Эмилия Скавра 82 — ок. 81 до н. э.                                                     | 2) Эмилия Скавра 82 — ок. 81 до н. э.                                                     | 2) Эмилия Скавра 82 — ок. 81 до н. э.                                                     |                      |                      | 3) Муция Терция ок. 79 — 62 до н. э.   | 3) Муция Терция ок. 79 — 62 до н. э.   | 3) Муция Терция ок. 79 — 62 до н. э.   | 3) Муция Терция ок. 79 — 62 до н. э.   | 3) Муция Терция ок. 79 — 62 до н. э.   | 3) Муция Терция ок. 79 — 62 до н. э.   |                          |                          | 4) Юлия ок. 59 — 54 до н. э.                                | 4) Юлия ок. 59 — 54 до н. э.                                | 4) Юлия ок. 59 — 54 до н. э.                                | 4) Юлия ок. 59 — 54 до н. э.                                | 4) Юлия ок. 59 — 54 до н. э.                                | 4) Юлия ок. 59 — 54 до н. э.                                |                 |                 | 5) Корнелия Метелла ок. 52 — 48 до н. э. | 5) Корнелия Метелла ок. 52 — 48 до н. э. | 5) Корнелия Метелла ок. 52 — 48 до н. э. | 5) Корнелия Метелла ок. 52 — 48 до н. э. | 5) Корнелия Метелла ок. 52 — 48 до н. э. | 5) Корнелия Метелла ок. 52 — 48 до н. э. |        |        | 1) Публий Лициний Красс                            | 1) Публий Лициний Красс                            | 1) Публий Лициний Красс                            | 1) Публий Лициний Красс                            | 1) Публий Лициний Красс                            | 1) Публий Лициний Красс                            |  |  |  |  |  |  |  |  |  |  |  |  |  |  |  |  |  |  |  |  |  |  |  |  |  |  |  |  |  |  |  |  |  |  |
|                     |                     |                                 |                                 |                                 |                                 |                                 |                                 |                 |                 |                 |                 |                                                                                           |                                                                                           |                                                                                           |                                                                                           |                                                                                           |                                                                                           |                      |                      |                                        |                                        |                                        |                                        |                                        |                                        |                          |                          |                                                             |                                                             |                                                             |                                                             |                                                             |                                                             |                 |                 |                                          |                                          |                                          |                                          |                                          |                                          |        |        |                                                    |                                                    |                                                    |                                                    |                                                    |                                                    |  |  |  |  |  |  |  |  |  |  |  |  |  |  |  |  |  |  |  |  |  |  |  |  |  |  |  |  |  |  |  |  |  |  |
|                     |                     |                                 |                                 |                                 |                                 |                                 |                                 |                 |                 |                 |                 |                                                                                           |                                                                                           |                                                                                           |                                                                                           |                                                                                           |                                                                                           |                      |                      |                                        |                                        |                                        |                                        |                                        |                                        |                          |                          |                                                             |                                                             |                                                             |                                                             |                                                             |                                                             |                 |                 |                                          |                                          |                                          |                                          |                                          |                                          |        |        |                                                    |                                                    |                                                    |                                                    |                                                    |                                                    |  |  |  |  |  |  |  |  |  |  |  |  |  |  |  |  |  |  |  |  |  |  |  |  |  |  |  |  |  |  |  |  |  |  |
|                     |                     |                                 |                                 |                                 |                                 |                                 |                                 |                 |                 |                 |                 | 1) Фауст Корнелий Сулла                                                                   | 1) Фауст Корнелий Сулла                                                                   | 1) Фауст Корнелий Сулла                                                                   | 1) Фауст Корнелий Сулла                                                                   | 1) Фауст Корнелий Сулла                                                                   | 1) Фауст Корнелий Сулла                                                                   |                      |                      | Помпея                                 | Помпея                                 | Помпея                                 | Помпея                                 | Помпея                                 | Помпея                                 |                          |                          | 2) Луций Корнелий Цинна                                     | 2) Луций Корнелий Цинна                                     | 2) Луций Корнелий Цинна                                     | 2) Луций Корнелий Цинна                                     | 2) Луций Корнелий Цинна                                     | 2) Луций Корнелий Цинна                                     |                 |                 | Секст Помпей Магн                        | Секст Помпей Магн                        | Секст Помпей Магн                        | Секст Помпей Магн                        | Секст Помпей Магн                        | Секст Помпей Магн                        |        |        | Скрибония                                          | Скрибония                                          | Скрибония                                          | Скрибония                                          | Скрибония                                          | Скрибония                                          |  |  |  |  |  |  |  |  |  |  |  |  |  |  |  |  |  |  |  |  |  |  |  |  |  |  |  |  |  |  |  |  |  |  |
|                     |                     |                                 |                                 |                                 |                                 |                                 |                                 |                 |                 |                 |                 | 1) Фауст Корнелий Сулла                                                                   | 1) Фауст Корнелий Сулла                                                                   | 1) Фауст Корнелий Сулла                                                                   | 1) Фауст Корнелий Сулла                                                                   | 1) Фауст Корнелий Сулла                                                                   | 1) Фауст Корнелий Сулла                                                                   |                      |                      | Помпея                                 | Помпея                                 | Помпея                                 | Помпея                                 | Помпея                                 | Помпея                                 |                          |                          | 2) Луций Корнелий Цинна                                     | 2) Луций Корнелий Цинна                                     | 2) Луций Корнелий Цинна                                     | 2) Луций Корнелий Цинна                                     | 2) Луций Корнелий Цинна                                     | 2) Луций Корнелий Цинна                                     |                 |                 | Секст Помпей Магн                        | Секст Помпей Магн                        | Секст Помпей Магн                        | Секст Помпей Магн                        | Секст Помпей Магн                        | Секст Помпей Магн                        |        |        | Скрибония                                          | Скрибония                                          | Скрибония                                          | Скрибония                                          | Скрибония                                          | Скрибония                                          |  |  |  |  |  |  |  |  |  |  |  |  |  |  |  |  |  |  |  |  |  |  |  |  |  |  |  |  |  |  |  |  |  |  |
|                     |                     |                                 |                                 |                                 |                                 |                                 |                                 |                 |                 |                 |                 |                                                                                           |                                                                                           |                                                                                           |                                                                                           |                                                                                           |                                                                                           |                      |                      |                                        |                                        |                                        |                                        |                                        |                                        |                          |                          |                                                             |                                                             |                                                             |                                                             |                                                             |                                                             |                 |                 |                                          |                                          |                                          |                                          |                                          |                                          |        |        |                                                    |                                                    |                                                    |                                                    |                                                    |                                                    |  |  |  |  |  |  |  |  |  |  |  |  |  |  |  |  |  |  |  |  |  |  |  |  |  |  |  |  |  |  |  |  |  |  |
|                     |                     |                                 |                                 |                                 |                                 |                                 |                                 |                 |                 |                 |                 |                                                                                           |                                                                                           |                                                                                           |                                                                                           |                                                                                           |                                                                                           |                      |                      |                                        |                                        |                                        |                                        |                                        |                                        |                          |                          |                                                             |                                                             |                                                             |                                                             |                                                             |                                                             |                 |                 |                                          |                                          |                                          |                                          |                                          |                                          |        |        |                                                    |                                                    |                                                    |                                                    |                                                    |                                                    |  |  |  |  |  |  |  |  |  |  |  |  |  |  |  |  |  |  |  |  |  |  |  |  |  |  |  |  |  |  |  |  |  |  |
| Гней Помпей Младший | Гней Помпей Младший | Гней Помпей Младший             | Гней Помпей Младший             | Гней Помпей Младший             | Гней Помпей Младший             |                                 |                                 | Клавдия Пульхра | Клавдия Пульхра | Клавдия Пульхра | Клавдия Пульхра | Клавдия Пульхра                                                                           | Клавдия Пульхра                                                                           |                                                                                           |                                                                                           | Фавст Корнелий Сулла                                                                      | Фавст Корнелий Сулла                                                                      | Фавст Корнелий Сулла | Фавст Корнелий Сулла | Фавст Корнелий Сулла                   | Фавст Корнелий Сулла                   |                                        |                                        | Гней Корнелий Цинна Магн               | Гней Корнелий Цинна Магн               | Гней Корнелий Цинна Магн | Гней Корнелий Цинна Магн | Гней Корнелий Цинна Магн                                    | Гней Корнелий Цинна Магн                                    |                                                             |                                                             | Корнелия Помпея                                             | Корнелия Помпея                                             | Корнелия Помпея | Корнелия Помпея | Корнелия Помпея                          | Корнелия Помпея                          |                                          |                                          | Помпея                                   | Помпея                                   | Помпея | Помпея | Помпея                                             | Помпея                                             |                                                    |                                                    |                                                    |                                                    |  |  |  |  |  |  |  |  |  |  |  |  |  |  |  |  |  |  |  |  |  |  |  |  |  |  |  |  |  |  |  |  |  |  |
| Гней Помпей Младший | Гней Помпей Младший | Гней Помпей Младший             | Гней Помпей Младший             | Гней Помпей Младший             | Гней Помпей Младший             |                                 |                                 | Клавдия Пульхра | Клавдия Пульхра | Клавдия Пульхра | Клавдия Пульхра | Клавдия Пульхра                                                                           | Клавдия Пульхра                                                                           |                                                                                           |                                                                                           | Фавст Корнелий Сулла                                                                      | Фавст Корнелий Сулла                                                                      | Фавст Корнелий Сулла | Фавст Корнелий Сулла | Фавст Корнелий Сулла                   | Фавст Корнелий Сулла                   |                                        |                                        | Гней Корнелий Цинна Магн               | Гней Корнелий Цинна Магн               | Гней Корнелий Цинна Магн | Гней Корнелий Цинна Магн | Гней Корнелий Цинна Магн                                    | Гней Корнелий Цинна Магн                                    |                                                             |                                                             | Корнелия Помпея                                             | Корнелия Помпея                                             | Корнелия Помпея | Корнелия Помпея | Корнелия Помпея                          | Корнелия Помпея                          |                                          |                                          | Помпея                                   | Помпея                                   | Помпея | Помпея | Помпея                                             | Помпея                                             |                                                    |                                                    |                                                    |                                                    |  |  |  |  |  |  |  |  |  |  |  |  |  |  |  |  |  |  |  |  |  |  |  |  |  |  |  |  |  |  |  |  |  |  |

## Биография

### Ранние годы
Аппиан сообщает, что Секст Помпей погиб «на сороковом году жизни». Поскольку это событие датируется 35 годом до н. э., датой рождения следует признать 75 год до н. э. Однако американский учёный М. Хадас предположил, что Секст должен был родиться раньше, поскольку его отец вёл войны за пределами Италии не только в 76—75, но и в 77 году до н. э. Другие учёные обратили внимание на тот факт, что Секст не участвовал в гражданской войне, начавшейся в 49 году до н. э., хотя тогда, в соответствии с аппиановыми данными, ему было не менее 26 лет. Соответственно возникло предположение, что он родился существенно позже 75 года до н. э. Гней Помпей, уехав из Италии в 77 году до н. э., вернулся только в 71 году; Секст мог быть зачат в промежутке между этим моментом и отъездом отца на Восток в 67 году. Учитывая явно юный возраст Секста в 49 году (тот же Аппиан называет его в связи с событиями этого года «мальчиком»), немецкий исследователь Ф. Мильтнер относит его рождение к наиболее поздней из возможных дат — к 66 году до н. э.
О раннем периоде жизни Секста почти ничего не известно. Луций Анней Флор, рассказывая о войне с пиратами в 67 году до н. э., пишет, что «сыновья Помпея» командовали эскадрой в Адриатическом море, но это явная ошибка: по-видимому, речь идёт об Авле Помпее и Сексте Помпее, племянниках Квинта Помпея Руфа. В 63 году до н. э., когда Гней Помпей-старший воевал на Востоке, участники заговора Катилины планировали похитить Гнея-младшего и Секста, чтобы использовать их как заложников для заключения соглашения с их отцом. Этот план не был осуществлён: катилинариев разоблачили и казнили. Гней-старший вернулся в Рим в 62 году до н. э. Он сразу развёлся с Муцией Терцией, заподозренной в супружеской неверности. Та вскоре вышла замуж за Марка Эмилия Скавра (брата второй жены Помпея) и родила ему сына, ставшего ещё одним (единоутробным) братом Секста. Гней-старший женился на дочери Гая Юлия Цезаря, а после её смерти в 54 году до н. э. — на Корнелии Метелле, дочери Квинта Цецилия Метелла Сципиона Назики.
Из сохранившихся источников невозможно понять, какое значение для Секста имели долгое отсутствие отца, развод родителей и появление одной за другой двух мачех. Известно, что воспитанием юного Помпея занимался Аристодем Нисский, чей курс лекций позже удалось прослушать Страбону. Более или менее систематические сведения о Сексте античные авторы предоставляют начиная с 49 года до н. э., когда ему могло быть от 17 до 26 лет.

### В начале гражданской войны
В 49 году до н. э. вся Римская держава стала ареной гражданской войны между Гнеем Помпеем-старшим и Гаем Юлием Цезарем. Последний вторгся из Нарбонской Галлии в Италию, а Помпей Великий с армией и существенной частью сената отступил на Балканы. Гней-младший с самого начала войны командовал эскадрой. Секст же вместе с мачехой, Корнелией Метеллой, находился вдали от театра военных действий: сначала в Фессалонике в Македонии, а потом в Митилене на Лесбосе. В августе 48 года до н. э. Гней-старший потерпел полное поражение в битве при Фарсале и прибыл в Митилену, чтобы забрать семью и продолжить бегство вместе с ними. Чёткого плана у него не было; Помпей проплыл вдоль побережья Памфилии и Киликии, достиг Кипра, а оттуда сначала хотел отправиться в Парфию, но позже решил плыть на юг, в Египет. Его триера приблизилась к берегу у Пелусия, где находился тогда царь Птолемей XIII. Секст стоял с мачехой на палубе корабля и видел, как его отец спускается в присланную Птолемеем рыбачью лодку и как его потом убивают царские приближённые. Триера тут же подняла якоря и смогла уйти от высланной за ней погони.
Беглецы укрылись в Тире, а позже на Кипре. Оттуда Корнелия Метелла отправилась в Рим, чтобы примириться с Цезарем. Секст же решил присоединиться к союзникам отца, которые всё ещё располагали сильным флотом и сухопутными войсками (в частности, в провинции Африка). У побережья африканского континента он встретился с Марком Порцием Катоном, потом вместе с ним прошёл путь в Кирену и далее, по суше, в Карфаген. Помпеянцы смогли установить контроль над всем регионом и заключить союз с Нумидией, но в апреле 46 года до н. э. Цезарь всё же разгромил их при Тапсе. Об участии в этой войне Секста ничего не известно. Предположительно он не играл какую-либо заметную роль, находясь при штабе командующего — Сципиона Метелла. Вскоре после Тапса Помпей переправился в Испанию, где уже находился его брат.
Гней Помпей смог собрать на Пиренейском полуострове большую армию и установить контроль над всей Дальней Испанией. Он не разделил командование с братом, что может говорить о слишком юном возрасте последнего; тем не менее Секст был поставлен во главе гарнизона Кордубы — стратегически важного города на реке Бетис. В конце 46 года до н. э. появившийся в Испании Цезарь именно по Кордубе нанёс первый удар. Секст, разбитый в конном сражении, обратился к Гнею за помощью, из-за чего тому пришлось прекратить осаду города Улипия. В результате Кордубу удалось удержать. Однако в марте 45 года до н. э. Гней был разгромлен при Мунде и вскоре погиб. Секст, узнав об этом, распределил все имевшиеся у него деньги между бежавшими из-под Мунды римскими всадниками и приказал горожанам начать с Цезарем переговоры о мире, а сам покинул Кордубу. По данным большинства источников, он бежал в Кельтиберию, к племени лацетанов, где у его семьи была многочисленная клиентела и где он мог переждать трудные времена; только Аппиан утверждает, что Секст «с небольшой кучкой людей разъезжал по океану, занимаясь разбоем». Предположительно этот автор ошибается.

### Командование в Испании
После того, как Цезарь уехал из Испании в Рим, оставив слабые гарнизоны, Секст Помпей снова начал действовать. На первых порах он возглавлял малочисленный отряд и вёл себя скорее как разбойник, чем как римский военачальник. Однако постепенно Сексту удалось собрать довольно внушительные силы из людей, служивших прежде его отцу и брату. Увидев угрозу, Цезарь направил против него пропретора Гая Каррину; тот не смог ничего противопоставить партизанской тактике противника и потерял контроль над рядом городов, в том числе над Картеей, после чего был заменён Гаем Азинием Поллионом. Однако и этот военачальник понёс чувствительное поражение, когда пытался помешать нападению Секста на Новый Карфаген. В результате позиции Помпея укреплялись, его армия росла. К весне 44 года до н. э. Секст контролировал уже всю Бетику и часть Ближней Испании, включая столицу этой провинции, у него был флот, а его армия насчитывала не меньше семи легионов. Солдаты провозгласили Секста императором. Помпей объявил основным принципом своей политики благочестивое уважение (pietas) по отношению к памяти отца и в связи с этим сделал агномен Пий (Pius) частью своего имени.
Важным событием для Секста стала гибель Цезаря (15 марта 44 года до н. э.). Помпей узнал, что диктатор убит заговорщиками, в день взятия города Барея; по словам Марка Туллия Цицерона, эта новость вызвала «необычайную радость и перемену настроения и стечение людей со всех сторон». Теперь Помпей был уже не провинциальным мятежником, а значимым политическим игроком. В Риме началась острая борьба между цезарианцами и сенатской «партией», и для последней Секст был естественным союзником. Марк Юний Брут и Гай Кассий Лонгин в первые же дни после убийства Цезаря предложили восстановить Помпея в его правах, но отношение к нему на первых порах было довольно сложным. Сенаторы практически ничего не знали о юном Помпее и терялись в догадках о том, имеет ли он шансы на победу в своей войне и что эта победа может принести Риму. Цицерон 10 апреля 44 года до н. э. написал Аттику, что опасается «войн в Галлии, куда выскользнет сам Секст», а в июне уже хотел уехать в Грецию, причём торопился, «чтобы Секст не приехал раньше». По-видимому, такие настроения были широко распространены в Риме.
Ситуация стала более определённой в первые дни июля, когда консулы получили от Секста письмо, переданное через его тестя Луция Скрибония Либона. В этом послании Помпей изъявлял готовность распустить армию, отказаться от каких-либо претензий на власть и от мести за отца, если остальные армии тоже будут распущены и если ему вернут семейное имущество. Последний пункт стал для него главной жизненной задачей, судя по сохранившейся цитате из письма к Либону: «…для него всё это ничто, если ему нельзя в свой дом». Секст «стремился вернуть себе богов своих отцов, алтари, очаги, домашнего лара». Цицерон в своих филиппиках отзывался об этом одобрительно, но в частной переписке высказывал своё разочарование: он предпочёл бы видеть в Помпее активного борца с цезарианцами. «Я не хотел бы, чтобы Секст отбросил щит», — написал Марк Туллий Аттику 5 июля. Были разочарованы и убийцы Цезаря (один из них, Децим Юний Брут Альбин, ещё в марте 44 года до н. э. рассказывал о своих планах присоединиться к Сексту).
В свою очередь цезарианцы, которых на этом этапе возглавляли Марк Антоний и Марк Эмилий Лепид, предприняли энергичные усилия ради полного примирения с Секстом. Лепид, управлявший Нарбонской Галлией и Ближней Испанией, гарантировал Помпею от имени Республики возможность вернуться в Рим, должность командующего флотом (praefectus classis et orae maritimae) и возмещение утраченного отцовского наследства; Аппиан говорит о 50 миллионах драхм, Цицерон — о 700 миллионах сестерциев. Соглашение было заключено, и сенат, узнав об этом, объявил благодарственное молебствие (ноябрь 44 года до н. э.). Секст после этого оставил Испанию: теперь он мог вернуться в Рим.

### Создание «Сицилийского государства»
Из Нового Карфагена Помпей переправился в Массилию и в соответствии с условиями договора возглавил базировавшийся там флот. В Италию он не спешил, предпочитая оставаться в отдалении от кипевшей там борьбы. Дело дошло до очередной гражданской войны: Антоний осадил Брута Альбина в Мутине. Сенат в ответ объявил Антония «врагом отечества» и направил к Сексту послов (Луция Эмилия Лепида Павла, Квинта Минуция Терма и Гая Фанния) с просьбой о помощи. Однако Помпей уклонился от прямого ответа: возможно, возмещения отцовского наследства ему было достаточно, и флот он удерживал в своих руках не для того, чтобы продолжать борьбу, а только чтобы гарантировать выполнение условий заключённого мира.
Вскоре изменившиеся обстоятельства заставили Помпея действовать. Антоний заключил союз с Лепидом и приёмным сыном Цезаря Октавианом (так называемый Второй триумвират); эти трое заняли Рим, установили коллективную диктатуру и объявили вне закона всех убийц Гая Юлия. К таковым оказался причислен и Секст, хотя он никак не был связан с заговором. Это означало для него автоматическую потерю обретённого было отцовского имущества и должности префекта; однако Помпей удержал командование флотом и увёл корабли из Массилии. Некоторое время он крейсировал вдали от италийского побережья, стараясь мирным путём получать продовольствие: он надеялся, что триумвиры пересмотрят своё решение. Однако в конце ноября 43 года до н. э. в Риме появился первый из проскрипционных списков, содержавший имена людей, которых можно было безнаказанно убить и получить за это награду. В списке было и имя Секста.
Только после этого Секст начал военные действия. Он строил триремы, добивался поддержки от пиратов, принимал на службу дезертиров, помогал изгнанникам. Особенно много усилий предпринималось ради людей, попавших в проскрипционные списки: за их спасение Помпей платил вдвое больше, чем триумвиры — за их головы. В результате силы Секста очень быстро росли, и, по словам эпитоматора Ливия, он становился тем опаснее благодаря тому, что «не опирался ни на какое сухопутное место». Помпеянцы контролировали Тирренское море, захватывая попадавшиеся им корабли, нападая на италийские гавани, прервав снабжение Рима хлебом.
Эти успехи делали возможным и необходимым захват какой-либо опорной базы. Идеальным вариантом была Сицилия с её удобными гаванями, контроль над которой означал господство над всей западной частью Средиземного моря, включая коммуникации между Римом с одной стороны, Африкой и восточными провинциями — с другой. К тому же этот остров обладал огромным экономическим потенциалом, и Рим зависел от поставок сицилийского хлеба. В декабре 43 года до н. э. Секст без труда занял Милы и Тиндариду на северном побережье острова. Управлявший Сицилией квестор Авл Помпей Вифиник отбил нападение на Мессану; позже Секст получил помощь от наместника Африки Квинта Корнифиция, а двое изгнанников, Гирций и Гай Фанний, убедили Авла начать переговоры. В итоге было заключено соглашение, по которому два Помпея должны были совместно управлять островом. Однако уже в следующем году Секст казнил Авла и сосредоточил в своих руках всю власть.
О внутреннем устройстве «Сицилийского государства Помпея», просуществовавшего до 36 года до н. э., исследователи судят на основании почти исключительно косвенных данных. По-видимому, политическая система осталась прежней за одним важным исключением: место центральной власти занял Секст, обладавший неограниченными полномочиями и назначавший магистратов. Известно, что один из Корнелиев Лентулов, спасшийся от проскрипций, получил от Помпея претуру; Луций Плиний Руф, командовавший сухопутными силами Помпея, был легатом с полномочиями пропретора и претором-десигнатом. В экономическую жизнь подвластных территорий Секст не вмешивался, выгодно отличаясь этим от многих римских наместников. На острове при нём царил мир, чеканилась местная монета. Активизировалась выгодная для сицилийцев торговля с Востоком, а зерно, прежде уходившее в Рим на невыгодных для производителя условиях, теперь поступало в свободную продажу (как раз на это время пришлись три неурожайных года в Египте). Всё это обеспечило помпеянскому режиму надёжную поддержку со стороны островитян. В короткое время военные силы Секста существенно выросли благодаря работе сицилийских верфей и набору экипажей из местных жителей.

### Война с триумвирами
«...А голод в это время терзал Рим: по морю ничего не доставлялось римлянами из-за Помпея; в самой Италии вследствие войн прекратились земледельческие работы. Если же что и произрастало, то шло для войска. Целые толпы занимались в городе по ночам грабежом, ещё больше отягощая тем самым его положение. Делалось всё это безнаказанно; молва приписывала грабежи солдатам. А народ закрыл свои мастерские и не хотел знать никаких властей; в обедневшем и разграбляемом городе не было, казалось, нужды ни в ремёслах, ни в магистратах».
Опираясь на мощный флот и Сицилию, Секст начал морскую блокаду Италии. Поставки в Рим сицилийского хлеба были прекращены; помпеянцы нападали на италийские гавани и захватывали корабли — как военные, так и торговые, из-за чего восточные провинции отказались от торговли с Италией. Секст рассчитывал принудить триумвиров к переговорам, но ближайшим следствием такой тактики стал голод в Риме, приведший к многочисленным смертям. Многие италийские общины, недовольные политикой триумвиров, были готовы поддержать Помпея, который высадился в районе Регия. В этой ситуации управлявший Италией Октавиан был вынужден направить против Секста своего легата Квинта Сальвидиена Руфа со всеми кораблями, какие были в его распоряжении. Тот вытеснил помпеянцев из контролируемых ими баз на италийском побережье и вступил в сражение в Мессанском проливе. Стороны понесли примерно равные потери, но корабли Секста обладали большей маневренностью, а его моряки лучше переносили качку, так что цезарианцам пришлось укрыться в гавани.
Это была явная победа Секста (начало 42 года до н. э.). Последний отпраздновал триумф и организовал показательное морское сражение, чтобы отметить свой успех; Октавиан же, наблюдавший за битвой с берега, из Регия, отказался после этих событий от попыток разгромить Помпея. Триумвиры направили все свои силы на сухопутную войну с Брутом и Кассием; тем временем бегство италийских рабов к Помпею достигло таких масштабов, что, по данным Диона Кассия, весталки приносили богам жертвы, чтобы прекратить это бедствие. Секст, поверивший в своё могущество, начал называть себя «сыном Нептуна» и принёс в жертву этому богу коня и быка с позолоченными рогами. Он продолжал увеличивать флот, но при этом не предпринимал никаких наступательных действий, хотя обстановка была благоприятной для этого.
В конце 42 года до н. э., когда Октавиан и Антоний разгромили Брута и Кассия при Филиппах, уцелевшие республиканцы присоединились к Сексту. В частности, Луций Стаций Мурк привёл в Сицилию восемьдесят кораблей, два легиона и пятьсот стрелков, а также передал Помпею большую сумму денег. В это время Секст достиг апогея своего могущества: имея огромный флот и сильную армию, постоянно пополняя ряды своих сторонников за счёт беглецов из Италии, он мог бы, по мнению Аппиана, без особого труда захватить власть над всей Римской державой. Немецкий исследователь Фридрих Мюнцер считает эту оценку вполне соответствующей реальности, особенно на момент Перузинской войны, когда против Октавиана выступил брат Марка Антония Луций (41—40 годы до н. э.). Однако в любом случае Помпей не желал наступать, ограничиваясь только глухой обороной. Мурк же, выступавший за энергичные действия против триумвиров, был вскоре обвинён в предательстве и казнён.
Ожидая большой войны между Октавианом и Марком Антонием, Секст попытался заключить союз с последним. Он с почётом принял мать Марка Юлию, бежавшую к нему из Рима, а потом отправил её к сыну в Грецию в сопровождении своих послов. Антоний поблагодарил Помпея и пообещал, что сделает его своим союзником в случае войны с Октавианом, а если мир сохранится, добьётся всеобщего примирения. Предположительно Секст затеял эти переговоры только для того, чтобы оказать давление на Октавиана, и последний, видя, что два его противника могут объединиться, со своей стороны заговорил о мире. «Он послал к Сексту его мать Муцию и женился на родственнице тестя Секста Луция Скрибония Либона в надежде, что с помощью этой услуги и этого родства он мог бы сделать его другом» (историки датируют этот брак концом лета 40 года до н. э.).
Прежде, чем отношения были урегулированы, Антоний начал открытую войну против Октавиана. Он осадил Брундизий и «велел Помпею с возможной поспешностью плыть против Италии и сделать, что возможно». Тот высадил армию на юге Апеннинского полуострова, где осадил Фурии и Консенцию. Приближённый Секста Менодор в это время занял Сардинию. По словам Аппиана, находившиеся на острове два легиона Октавиана сдались, «придя в смущение при мысли о соединении Помпея с Антонием»; Дион Кассий же пишет, что наместник Сардинии Марк Лурий сначала разбил Менодора в сражении и только позже был принуждён к бегству, а также, что помпеянцы долго осаждали Каралис. Позже Секст установил контроль и над Корсикой.

### Мизенский мир
В октябре 40 года до н. э. Антоний и Октавиан примирились в Брундизии. Помпей, которого не пригласили на переговоры, продолжал грабить Южную Италию и блокировать побережье. В этой ситуации голодающий римский плебс начал открыто требовать от триумвиров заключить с Секстом мир. Во время плебейских игр (ноябрь 40 года до н. э.) зрители встретили аплодисментами статую Нептуна, выражая таким образом свою симпатию к Помпею; позже дело дошло до уличных беспорядков. Триумвирам пришлось начать переговоры: они направили в Сицилию Муцию Терцию, а Секст в Рим — Луция Скрибония Либона. В начале лета 39 года до н. э. в Путеолах, близ Мизенского мыса, произошла встреча Помпея, Антония и Октавиана.
Секст привёл с собой весь флот, чтобы продемонстрировать свою мощь. Аппиан утверждает, что Помпей хотел стать одним из правителей всей Римской державы, заняв во Втором триумвирате место Лепида; но в любом случае обсуждались только требования о возвращении изгнанников. Секст требовал ограничения кары для убийц Цезаря простым изгнанием и возвращения в Рим проскрибированных, которые должны были получить назад всё своё имущество. Антоний и Октавиан согласились вернуть проскрибированным только четверть. Те, согласившись на это, надавили на Секста, чтобы тот заключил мир. Исследователи связывают с этими событиями борьбу между двумя группировками в окружении Помпея: аристократы выступали за примирение с триумвирами, пусть и не на самых выгодных условиях, а люди более низкого происхождения (в первую очередь вольноотпущенники) — за продолжение войны. На время победили первые, так что мир был заключён.
Мизенский договор, подписанный в августе 39 года до н. э., предполагал прекращение боевых действий на суше и на море, снятие морской блокады с Италии, вывод с материка помпеянских войск, возвращение в Рим всех изгнанников, кроме тех, кого приговорил суд, возмещение им имущественных потерь (проскрибированным на четверть, остальным — в полном объёме), свободу для сражавшихся на стороне Секста рабов и награды для его ветеранов — такие же, как для ветеранов Октавиана и Антония. Помпей обязывался не увеличивать свои военные силы, не принимать больше беглых рабов и поставлять в Рим сицилийский хлеб. Взамен он получал власть проконсула на всех контролируемых им территориях (Сицилия, Сардиния, Корсика), а также в Пелопоннесе; получал семьдесят миллионов сестерциев; становился членом жреческой коллегии авгуров; в будущем должен был получить консулат (совместный с Октавианом), причём должностные обязанности мог исполнять через любого из своих приближённых. Таким образом, Секст добился как удовлетворения личных амбиций, так и урегулирования ряда правовых проблем, имевших значение для больших общественных групп.
Подписание договора вызвало всеобщее ликование. По этому случаю сначала Октавиан и Антоний пировали на корабле Секста, а потом Секст — в их палатках на берегу. Античные авторы сообщают, что Менодор советовал Помпею во время первого пира убить гостей и захватить власть над Римом. Тот, согласно Аппиану, «ответил с благородным достоинством, но вместе с тем и сообразно обстоятельствам: „Пусть Менодор делает это без моего участия. Менодору подходит нарушать клятву, но не Помпею“». На одном из пиров было решено скрепить союз, обручив дочь Секста с племянником Октавиана — Марком Клавдием Марцеллом.
Договор с триумвирами стал огромным успехом для Помпея. Закончилась победой его долгая борьба, которую он начал как беглец, не имевший почти никакой поддержки. Теперь Секст был и фактически, и формально одним из нескольких правителей Римской державы, причём контролировал в соответствии со своими официальными полномочиями самый сильный флот Средиземноморья и обширные территории, имевшие важное стратегическое значение. Управляя Сицилией и Сардинией, он мог с позиции силы вести переговоры с правителями Италии; обладая Пелопоннесом, он получал возможность расширять своё влияние ещё и на Востоке. Благодаря ему множество римских аристократов смогло вернуться домой, множество рабов обрело свободу, а ветераны его армии и флота могли теперь рассчитывать на награды от Республики. Все эти люди должны были испытывать признательность по отношению к Сексту и являлись его потенциальными сторонниками. Этих успехов Помпей добился, будучи совсем молодым человеком: возможно, ему было всего около 27 лет.
У Мизенского мира были и негативные последствия. Секста оставила большая часть его аристократического окружения, вернувшаяся в Рим; он потерял возможность пополнять свои военные силы за счёт беглецов из Италии; его сицилийские подданные теперь вынуждены были выплачивать возрождённую десятину, что делало помпеянский режим менее популярным. Наконец, из-за Пелопоннеса и обручения Помпеи с Марцеллом испортились отношения между Секстом и Антонием.

### Начало новой войны
Мир оказался недолгим. Из-за Пелопоннеса возникли трения между Помпеем и Антонием, который управлял этим регионом раньше. Антоний требовал, чтобы Секст выплатил ему долги пелопоннесских общин, а тот считал, что не обязан это делать. С другой стороны, Октавиан обвинял Помпея в том, что тот продолжает принимать беглых рабов и препятствовать подвозу зерна в Италию. Осенью 39 или в январе 38 года до н. э. Октавиан развёлся со Скрибонией, что было воспринято Секстом как явно недружественный шаг. Примерно тогда же Менодор, управлявший Сардинией и Корсикой, перешёл из лагеря Помпея на сторону Октавиана с шестьюдесятью кораблями и тремя легионами. Секст, узнав об этом, возобновил набеги на италийское побережье, до устья Тибра; Марк Антоний потребовал от Октавиана не начинать войну, но тот обвинил во всём Секста, перебросил в Южную Италию войска из Галлии и Иллирии, начал строить флот и набирать экипажи.
Таким образом, новая война началась для Помпея с чувствительного поражения: он потерял Сардинию с Корсикой, часть флота и часть армии. Только отчасти это компенсировалось тем фактом, что Антоний и Лепид (этот триумвир правил Африкой) не хотели поддерживать Октавиана. Последний сосредоточил свою армию у Регия, две эскадры — у Тарента и на побережье Этрурии, рассчитывая ударить по врагу с двух сторон. Секст преградил путь тарентинской эскадре у Мессаны, а против северного флота, возглавляемого Гаем Кальвизием Сабином и Менодором, направил Менекрата. У Кум произошло ожесточённое морское сражение, в котором помпеянцы заставили врага отступить; при этом Менекрат погиб, а его преемник Демохар предпочёл затем отступить в Сицилию.
Позже в Мессанском проливе произошло сражение между Помпеем и Октавианом, возглавившим тарентинскую эскадру. Перевес снова был на стороне помпеянцев. Им пришлось отступить, когда на помощь врагу пришли Гай Кальвизий и Менодор, но в течение ближайших суток шторм уничтожил большую часть цезарианского флота. После этого Октавиану пришлось перейти к обороне; Секст же, по словам Аппиана, снова отказался развивать свой успех, а по данным Диона Кассия, направил эскадру Аполлофана в Африку, тогда как сам грабил побережье Италии. Возможно, его целью было заключить союз с Лепидом против Октавиана и Антония.

### Решающая схватка с Октавианом
В 37 году до н. э. масштабные боевые действия не велись. Октавиан энергично строил новый флот и добился помощи от Антония: тот передал ему 120 боевых кораблей. В результате Помпей, чьи попытки заключить союз с Лепидом не удались, был вынужден ограничить сферу своего фактического влияния прибрежными водами Сицилии. Триумвиры, встретившись в Таренте (конец лета 37 года до н. э.), решили исключить Секста из числа авгуров и консулов-десигнатов. При всём этом Секст был по-прежнему уверен в своей мощи; дополнительным подтверждением того, что перевес на его стороне, стало новое предательство Менодора, перебежавшего от Октавиана к Помпею в начале 36 года до н. э. с семью кораблями.
Однако инициатива в любом случае оставалась за Октавианом. В начале лета 36 года до н. э. он в один день двинул на Сицилию три эскадры: Тита Статилия Тавра с кораблями Антония из Тарента, флотилию под собственным командованием (эти корабли были построены его подчинёнными) из Дикеархии и эскадру Лепида из Африки. Последний смог высадиться и осадить Лилибей. Тавру из-за шторма пришлось вернуться в Тарент, а Октавиан потерял во время бури много кораблей и тоже отступил. Однако уже в августе его флот снова приблизился к сицилийскому побережью на севере и востоке. При Милах произошло сражение, в котором цезарианцами командовал Марк Випсаний Агриппа, а помпеянцами — сам Секст, Папий и Аполлофан; явного победителя не было, но флот Секста потерял тридцать кораблей против всего пяти вражеских.
После этой битвы Агриппа без боя занял Тиндариду и ещё ряд городов. Другая цезарианская эскадра, во главе с Октавианом, подошла к Тавромению, чтобы соединиться с Лепидом, но там была атакована Секстом и наголову разгромлена. Помпей попытался окружить и уморить голодом высадившиеся на острове до битвы три легиона под командованием Луция Корнифиция; те смогли прорваться на северо-запад, к Агриппе. Теперь, когда в Сицилии действовали две большие вражеские армии, Секст начал испытывать нужду в продовольствии, а потому был вынужден дать врагу генеральное сражение на море. Оно произошло в конце августа или 3 сентября 36 года до н. э. при Навлохе. Противники, чьи силы были примерно равны, сражались с крайним ожесточением. Цезарианцы получили преимущество благодаря изобретённому Агриппой гарпаксу — окованному железом бревну с металлическим крюком, который набрасывали на снасти противника; после долгой и упорной схватки флот Помпея был разгромлен и почти полностью уничтожен. Уцелели всего семнадцать кораблей.
Секст после этого поражения бежал в Мессану, бросив свою армию под командованием Тизиена Галла на произвол судьбы. Узнав о случившемся, Галл тут же сдался Октавиану. Таким образом, в войне произошёл коренной перелом. У Секста оставалось ещё восемь легионов под командованием Луция Плиния Руфа на западе острова, но это войско Помпей рассчитывал использовать только как прикрытие своего бегства. Он приказал Руфу вести легионы к Мессане; поскольку после навлохской битвы общины и гарнизоны по всей Сицилии переходили на сторону Октавиана, Секст не стал ждать свою армию и отплыл из Мессаны на восток с несколькими кораблями.

Со времени Ксеркса не было столь печального бегства. Тот, кто прежде командовал флотом в 350 кораблей, бежал на шести или семи судах с погашенными на флагмане огнями, бросив в море перстни, дрожа и оглядываясь.
— Луций Анней Флор. Эпитомы, II, 18, 9.

### Бегство на Восток и гибель
Октавиан, установивший контроль над всей Сицилией, не преследовал Помпея. Тот, направляясь на восток, рассчитывал попросить убежища у Марка Антония и остановился в Митилене, чтобы там дождаться возвращения Марка из парфянского похода. Однако вскоре пришли вести о поражении римлян в Парфии и о распрях между Октавианом и Лепидом; тогда у Секста появились новые планы — либо стать преемником Антония, если тот погиб, либо заставить его поделиться властью над восточными провинциями. Помпей строил новые корабли, тренировал экипажи, вёл переговоры о союзе с фракийцами, Понтом и парфянами. Его силы увеличились благодаря прибытию из Сицилии множества старых сторонников.
Антоний направил в Эгеиду Марка Тиция с флотом и армией, приказав ему разбить Помпея, если тот начнёт войну, либо с честью привезти его в Александрию. Тем временем (уже в 35 году до н. э.) Секст начал войну против наместника Азии Гая Фурния: он занял Лампсак, был отражён от Кизика, позже разбил Фурния в большом сражении. Его армия постоянно росла, а после взятия Никеи и Никомедии он сосредоточил в своих руках большие богатства. Однако на море перевес был у Антония; понимая это, Помпей сжёг свои корабли и зачислил гребцов в сухопутную армию. Тогда его знатные приверженцы, включая даже зятя, начали переходить на сторону врага. Секст же двинулся в сторону Армении, преследуемый Тицием и Фурнием.
Однажды ночью Помпей внезапно напал на врага с тремя тысячами легковооружённых пехотинцев и нанёс ему большие потери. Аппиан пишет, что он мог одержать полную победу, если бы двинул в бой всю армию; «но, ослеплённый божеством, он пренебрёг этой возможностью и после такого успешного дела ограничился тем, что вновь начал отступать вглубь страны». Враг продолжал преследование. Оставшись без продовольствия, Секст завязал переговоры с Гаем Фурнием (другом его отца), изъявив готовность сдаться ему в обмен на гарантии безопасности и личной встречи с Антонием. Тот ответил, что такие гарантии может дать только Марк Тиций. Тогда Помпей ближайшей ночью двинулся с легковооружённой пехотой к побережью, чтобы сжечь флот Тиция; противник, узнав об этом, двинул вдогонку свою конницу. Секст, видя, что его люди без боя переходят на сторону врага, сдался без каких-либо условий. Произошло это у города Мидейон во Фригии.
Вскоре Марк Тиций приказал убить пленника. По одним данным, он действовал самовольно, по другим — по приказу Марка Антония или Луция Мунация Планка, который тогда управлял Сирией и мог скреплять документы подписью и печатью от имени Антония. Уже в древности не было единого мнения на этот счёт. Гибель Секста Помпея датируют летом 35 года до н. э. или концом того же года; произошло это в Милете.

## Внешность
О том, как выглядел Секст Помпей, можно судить по изображениям на его монетах. Исследователи констатируют наличие сильного сходства с отцом: те же округлая голова на толстой шее, широкий, но не слишком высокий лоб, скошенный назад; густые брови. Помпей носил коротко стриженную бороду, его волосы на монетном изображении спадают на лоб. Антиковед Фридрих Мюнцер предполагает, что Секст был не очень высокого роста и массивного телосложения.

## Семья
Секст Помпей был женат на Скрибонии, дочери Луция Скрибония Либона. Её смерть датируют самое позднее 36 годом до н. э. В этом браке родилась (предположительно около 42 года до н. э.) дочь, помолвленная в раннем детстве с Марком Клавдием Марцеллом. Помолвка была расторгнута уже через год, и Помпея не упоминается в источниках после 36 года до н. э., когда отец увёз её с собой на Восток. Немецкий исследователь Франц Мильтнер предположил, что именно через эту матрону могли возводить свою родословную к Гнею Помпею Великому некоторые Скрибонии, Лицинии и Аррунтии I века н. э. Помпея могла стать женой Луция Скрибония Либона (отца консула 16 года н. э. того же имени), а потом — Луция Аррунтия и Марка Лициния Красса Фруги. Впрочем, Рональд Сайм считает, что Либон-отец был женат не на дочери, а на племяннице Секста Помпея.

## Оценки личности и деятельности

### В античную эпоху
Известно, что Помпея очень любил столичный плебс — по-видимому, в первую очередь в память о его отце. Этой любви не мешали отсутствие Секста в Риме после 49 года до н. э. и его деятельность на море, из-за которой город временами страдал от жестокого голода. В результате Марк Тиций, вернувшийся в столицу через три года после казни Секста (в 32 году до н. э.), был встречен публикой во время игр с такой ненавистью, что ему пришлось покинуть театр. Аппиан обвиняет Тиция в чёрной неблагодарности: во время морской войны в 40 году до н. э. тот попал в плен к Сексту и получил пощаду, но пятью годами позже всё-таки отдал приказ о казни. Гай Веллей Патеркул упрекает в случившемся Марка Антония: «Секста Помпея, побеждённого Цезарем, лишил жизни тот же Антоний, хотя дал гарантии сохранить ему жизнь и достоинство».
Личность и деятельность Секста получили у античных авторов противоречивые оценки. В числе первых писателей, затронувших эту тему, был Октавиан (с 27 года до н. э. носивший имя Август) — непримиримый политический противник Помпея, к тому же питавший по отношению к нему личную ненависть. Войне 38—36 годов до н. э. Октавиан посвятил отдельное сочинение, «Сицилия»; Помпей должен был также упоминаться в его «Автобиографии», речах и многочисленных письмах. Во всех этих произведениях Секст наверняка характеризовался исключительно негативно, а войну с ним автор оценивал как «рабскую», имея в виду обилие беглых рабов в армии и на флоте «Сицилийского государства». В результате Помпей оказывался в одном ряду с руководителями сицилийских восстаний Евном и Афинионом. Это должно было тем сильнее впечатлять читателей благодаря неизбежному сопоставлению Секста с его отцом — выдающимся политиком, обладателем репутации благонамеренного человека, действовавшего в соответствии с римскими традициями.
За время правления Юлиев-Клавдиев такие оценки Секста стали преобладающими. Произведения писателей-республиканцев, в которых нашли отражение иные взгляды, уничтожались (в частности, такая судьба постигла труд Авла Кремуция Корда). Квинт Гораций Флакк, сражавшийся в Филиппийской войне на стороне Брута и Кассия, в одном из ранних стихотворений (предположительно в 43/40 году до н. э.) называет Октавиана и Помпея в равной степени безумцами из-за развязанной ими гражданской войны, но уже около 30 года до н. э. называет войну с Секстом абсолютно справедливым делом. Он первым из писателей, чьи произведения сохранились, обвинил Помпея в противоестественном союзе с рабами, а заодно в измене родине: в изображении Горация Помпей —

вождь, Нептуна сын,

Грозивший Риму узами, что дружески

С рабов он снял предателей.
— Квинт Гораций Флакк. Эподы, IX, 8—10.
Тит Ливий посвятил гражданским войнам существенную часть труда, от которой, впрочем, сохранились только периохи. В них Секст прямо назван «разбойником» и «врагом Италии». Наиболее ёмко августианские взгляды на Помпея выразил современник императора Тиберия Гай Веллей Патеркул, написавший: «Юноша этот — в науках невежда, варвар в спорах, в натиске скорый, в решеньях поспешный, в дружбе неверный, — в этом пропасть между отцом и сыном, — либертин своих либертинов, раб своих рабов, завидуя высшим, угождал низшим». Живший при Нероне Марк Анней Лукан добавил к этому образу новую выдуманную им черту — крайнее неуважение к традиционной римской религии, приведшее якобы к магическим практикам и богохульству.

Противные высшим

Таинства магов он знал недобрых и ведал он также

Злых алтарей загробный обряд — и Дита правдивость,

И замогильных теней: несчастный думал, что боги

Видят слабей, чем они.
— Марк Анней Лукан. Фарсалия, VI, 430—434.
Продолжая устоявшуюся традицию, Лукан называет Секста «недостойным сыном Великого», «замаравшим» отцовский триумф. О том же пишет более поздний историк Луций Анней Флор, использовавший труд Ливия («Отец истребил киликийцев, сын занимался пиратством», а во главе своего флота поставил «гнусных рабов»); о рабах как главной опоре Секста пишут Дион Кассий, Секст Аврелий Виктор.
Новые оценки появились при Флавиях и Антонинах. Благодаря отсутствию родственных уз между этими императорами и Августом, а также росту временной дистанции стало возможным более объективное рассмотрение эпохи гражданских войн. Историки начали находить в Августе отрицательные черты, а в его врагах — положительные. Первым был Тацит, обвинивший Октавиана в развязывании Сицилийской войны: Секст, по словам историка, «был обманут подобием мира». Дальше всех зашёл Аппиан Александрийский, в «Римской истории» которого Помпей является во многом положительным персонажем. Это последний защитник Республики, стоящий в одном ряду с Брутом и Кассием; спаситель множества проскрибированных, ставших жертвами преступного произвола; человек, оказавший «большие услуги для Отечества, испытывавшего бедствия», и снискавший добрую славу, не меньшую, чем слава его отца. Аппиан отмечает, что Секст никогда не нападал первым на своих врагов, и видит в этом проявление то ли «неразумия», то ли «ослепления». Убийства Авла Помпея Вифиника и Луция Стация Мурка он называет «гнусными», но это не влияет на его в целом благожелательное отношение к Помпею.
Живший при Антонинах Луций Анней Флор в основном заимствовал оценки Секста у Тита Ливия. При этом он пишет о поражении и трагической гибели Помпея с явным сочувствием, побуждая и читателей сопереживать своему герою. Современник Северов Дион Кассий реанимировал негативный образ Помпея — врага Рима, друга беглых рабов, тирана, святотатца, практиковавшего человеческие жертвоприношения. В его изображении отрицательные черты становятся гипертрофированными; в то же время Дион признаёт, что Секст делал благое дело, помогая проскрибированным.
В целом античные источники дают крайне противоречивую информацию о Сексте Помпее, что делает возможным самые разные оценки его личности и деятельности в историографии.

### В историографии
Суждения исследователей о Сексте Помпее крайне разнообразны. А. Альфёльди называет его «надеждой и оплотом республиканцев», Г. Ферреро — создателем монархического государства, Г. Бенгтсон — «автократом чистейшей воды», В. Рязанов — «предтечей принципата», С. Ковалёв, Е. Штаерман и А. Егоров — пиратом и авантюристом. По мнению Н. Машкина, «образ Секста Помпея остаётся для нас в целом неясным»; М. Грант полагает, что возможны любые суждения о Сексте — всё зависит исключительно от личных пристрастий исследователя.
Специальных работ о Помпее написано совсем немного: это три диссертации и ограниченное количество статей. При этом большинство учёных, посвятивших Сексту отдельные исследования, считает его защитником республики, а те, кто пишет о его деятельности в связи с другими событиями, дают иные оценки.
Отдельной темой для дискуссии стала проблема социальной базы государства Секста Помпея. Г. Вебер в середине XIX века предположил, что государство это было исключительно корсарским, без опоры на большие общественные группы; в конце XIX — начале XX веков доминировало мнение о том, что Секст опирался главным образом на беглых рабов. В связи с этим Р. Виппер видел в борьбе триумвиров с Помпеем «резкий социальный конфликт», а М. Ростовцев — «войну с обездоленными социальными элементами». Последний отказывал Сексту в самостоятельной роли: по его мнению, Помпей стал всего лишь символической фигурой, которую рабы использовали в своих целях. На близких позициях стоял в этом вопросе Г. Ферреро.
В XX веке учёные обратили внимание на тот факт, что рабов постоянно привлекали к участию в гражданских войнах в Древнем Риме. Секст Помпей впервые начал учитывать интересы рабов в своей деятельности, благодаря чему в тексте Мизенского договора 39 года до н. э. эта категория упоминается как один из субъектов соглашения (на это первым обратил внимание А. Валлон). В советской историографии была разработана концепция двухэтапной революции рабов, и Секста сначала (в 1930-е годы) рассматривали как «революционного вождя», разгром которого означал конец первого этапа освободительного движения. Однако уже вскоре гипотетическую роль Помпея начали замалчивать, доводя описание «первого этапа» до гибели Спартака. В 40-е годы Н. Машкин пришёл к выводу о сложности социальной базы Помпея и о второстепенной роли рабов. Западные исследователи с 60-х годов пишут о том же, выдвигая на передний план либо пиратов, либо население Сицилии, а также отмечая важную роль римской аристократии.
Для характеристики личности Помпея имеет большое значение его стремление продолжать борьбу с врагом, даже когда она казалась безнадёжной (в частности, после Мунды). При этом Помпей предпочитал силовому решению проблем путь переговоров и никогда не нападал первым; это его в конце концов и погубило.

## В художественной культуре
Секст Помпей является персонажем трагедии Уильяма Шекспира «Антоний и Клеопатра». Он фигурирует и в ряде экранизаций этой пьесы. В фильме 1963 года его играет Ханс Эрнст Эгер, 1965 года — Ахилле Милло, 1967 года — Жан-Пьер Бернар, 1972 года — Фредди Джонс, 1981 года — Дональд Самптер, 1985 года — Уолтер Кёниг.
Секст Помпей действует также в романе австралийской писательницы Колин Маккалоу «Антоний и Клеопатра».